# Vương tử Harry, Công tước xứ Sussex
Vương tử Harry, Công tước xứ Sussex (Henry Charles Albert David; sinh vào ngày 15 tháng 9 năm 1984) được biết đến với biệt danh thân mật là Harry. Vương tử Harry là con trai út của Quốc vương Charles III, Quốc vương Vương quốc Anh và cố Vương phi Diana xứ Wales, và là cháu thứ tư của cố Nữ vương Elizabeth II. Vào thời điểm anh ra đời, anh đứng thứ 3 trong danh sách thừa kế các ngai vàng của Vương quốc Anh và Khối Thịnh vượng chung. Tuy nhiên, sau sự ra đời của 2 cháu trai (Vương tôn George và Vương tôn Louis) và 1 cháu gái (Vương tôn nữ Charlotte), Vương tử Harry xếp thứ 5 trong danh sách kế vị ngai vàng của Anh Quốc và 14 vương quốc khác thuộc Khối Thịnh vượng chung.
Vương tử Harry kết hôn với diễn viên điện ảnh người Mỹ là Meghan Markle vào ngày 19 tháng 5 năm 2018 tại lâu đài Windsor. Cả hai có hai người con là Archie và Lilibet.

## Thời thơ ấu
Vương tử Harry chào đời vào ngày 15 tháng 9 năm 1984 tại Bệnh viện St. Mary, London và được làm lễ rửa tội tại Nhà thờ St. George ở Lâu đài Windsor vào ngày 21 tháng 12 năm 1984. Cha mẹ đỡ đầu của Harry là Vương tử Andrew; Lady Sarah Armstrong-Jones; Lady Vestey; William Bartholomew; Bryan Organ và Gerald Ward.

## Giáo dục
Giống như cha và anh trai, Harry được học tại các trường tư thục. Anh nhập học trường mẫu giáo Jane Mynors ở London và Trường Wetherby. Sau đó, anh theo học trường Ludgrove ở Berkshire. Sau khi vượt qua kỳ thi tuyển sinh, anh được nhận vào học tại Eton College. Quyết định cho Harry học tại Eton đã đi ngược lại truyền thống của gia đình Mountbatten-Windsors. Trước đây những đứa trẻ thường được học tại Gordonstoun, nơi ông nội, cha, hai người chú và hai anh em họ của Harry đã từng học. Tuy nhiên, Harry đã noi theo gia đình Spencer khi cả cha và em trai của Diana đều học tại Eton. Vương tôn Harry tốt nghiệp trường Eton với hai chứng chỉ A. Ngoài ra anh còn đạt được bậc B môn Nghệ thuật và bậc D môn Địa lý, Harry quyết định bỏ môn Lịch sử nghệ thuật sau khi đạt được bậc AS. Anh rất giỏi các môn thể thao như Polo và Rugby Union.
Một trong những giáo viên cũ của Harry, Sarah Forsyth, đã khẳng định rằng Harry là một "học sinh yếu" và các giáo viên tại Eton đã thông đồng giúp anh gian lận trong các kỳ thi. Cả Eton và Harry đều phủ nhận các cáo buộc. Trong khi tòa không đưa ra bất kỳ phán quyết nào về cáo buộc gian lận, thì "Vương tôn đã nhận được sự giúp đỡ trong việc chuẩn bị dự án bậc A của mình, thứ mà anh cần phải hoàn thành để đảm bảo vị trí của mình tại Sandhurst."
Sau khi tốt nghiệp, Harry dành một năm làm việc ở Úc (như cha anh đã làm khi còn trẻ) trong một trạm chăn nuôi gia súc và tham gia trận đấu Polo thử nghiệm giữa đội Young England và Young Australia. Anh cũng đi đến Lesicia làm việc với những đứa trẻ mồ côi và sản xuất bộ phim tài liệu "Vương quốc bị lãng quên".

## Từ bỏ vai trò thành viên cấp cao
Tối ngày 8 tháng 1 năm 2020, tài khoản Instagram của Công tước và Công tước phu nhân xứ Sussex đăng thông cáo cho biết hai vợ chồng sẽ rút khỏi vai trò thành viên cấp cao của vương thất:
"Sau nhiều tháng suy nghĩ và thảo luận, chúng tôi đã quyết định sẽ có một bước chuyển đổi trong năm nay để bắt đầu cắt dần nhiệm vụ khỏi thể chế này. Chúng tôi dự định sẽ rút khỏi vai trò thành viên cấp cao của vương thất và làm việc để độc lập về tài chính, nhưng vẫn sẽ tiếp tục phò tá Nữ vương Bệ hạ", thông báo trên tài khoản Instagram chính thức của nhà Sussex ghi rõ.
"Chính nhờ có sự động viên khuyến khích của các bạn, đặc biệt trong vòng vài năm qua, chúng tôi mới thấy mình sẵn sàng để thực hiện sự thay đổi này. Hiện chúng tôi lên kế hoạch cân đối thời gian sống giữa Anh và Bắc Mỹ, và sẽ tiếp tục bày tỏ sự trân trọng về trách nhiệm của mình đối với Nữ vương, Khối Thịnh vượng chung và các tổ chức mà chúng tôi được làm người bảo trợ".
Công tước và Công tước phu nhân sau đó bày tỏ dự định sẽ nuôi dưỡng con trai Archie với "sự đề cao đối với truyền thống vương thất nơi cậu bé được sinh ra".
"Việc cân đối về mặt địa lý này sẽ cho phép chúng tôi nuôi dạy con với một sự đề cao, kính trọng đối với truyền thống vương thất trong gia đình mà con được sinh ra, đồng thời tạo điều kiện để chúng tôi có thể tập trung vào những công việc sắp tới, bao gồm việc thành lập tổ chức từ thiện mới. Chúng tôi mong sẽ được chia sẻ toàn bộ chi tiết của bước tiến mới đầy hào hứng này tới các bạn, đồng thời vẫn sẽ tiếp tục cộng tác với Nữ vương, Thân vương xứ Wales, Công tước xứ Cambridge và các bên có liên quan. Cho đến khi đó, xin gửi tới các bạn lời cảm ơn sâu sắc nhất vì đã luôn tiếp tục ủng hộ", Công tước và Bà Công tước khẳng định.
Ngày hôm sau, Điện Buckingham đưa ra thông cáo:
"Cuộc đàm phán với Công tước và Công tước phu nhân xứ Sussex đang ở giai đoạn đầu.
"Chúng tôi thấu hiểu ước nguyện của họ khi chọn một lối đi khác, nhưng đây là những vấn đề phức tạp nên cần một thời gian để giải quyết."

Khoảng 21h tối ngày 21 tháng 2 năm 2020 (theo giờ Anh), người phát ngôn của Công tước và Công tước phu nhân xứ Sussex cho biết cặp đôi sẽ không tiếp tục sử dụng thương hiệu "Sussex Royal". Lời tuyên bố đưa ra vài ngày sau khi có tin tức cho rằng vương thất Anh đang họp bàn về vấn đề sử dụng từ "Royal" trong thương hiệu của Công tước và Công tước phu nhân xứ Sussex.

## Danh hiệu
- 15 tháng 9 năm 1984 - 19 tháng 5 năm 2018: Vương tôn Harry xứ Wales Điện hạ (HRH)[12]
- 19 tháng 5 năm 2018 - 8 tháng 9 năm 2022: Vương tôn Harry, Công tước xứ Sussex Điện hạ
  - Tại Scotland: Bá tước xứ Dumbarton Điện hạ
- 8 tháng 9 năm 2022 - nay: Vương tử Harry, Công tước xứ Sussex Điện hạ
  - Tại Scotland: Bá tước xứ Dumbarton Điện hạ